# Pièces en euro de la France

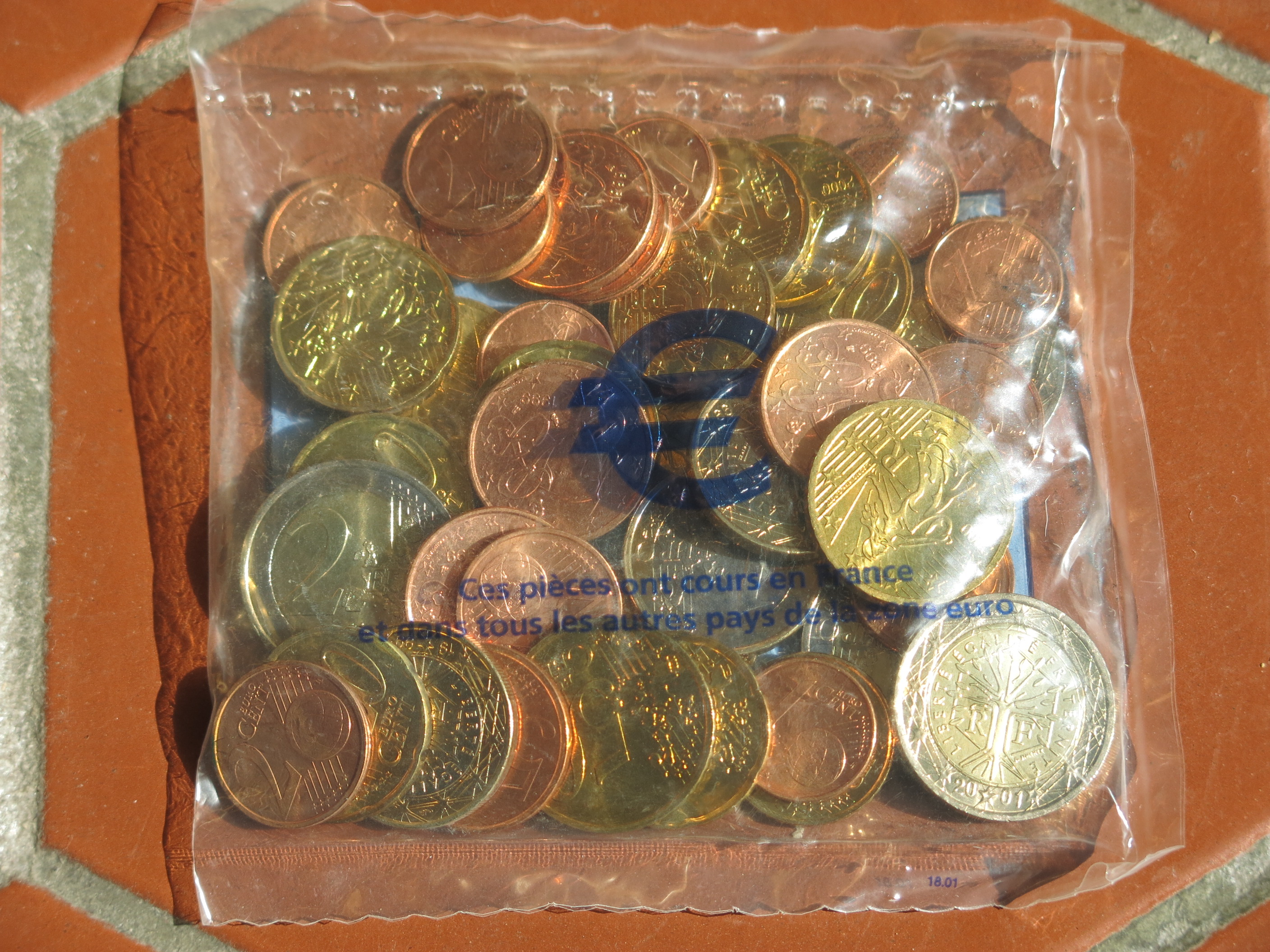
Sachet de démarrage en euros.

Les pièces en euro de la France sont les pièces de monnaie en euro frappées par la France, à la Monnaie de Paris. L'euro a remplacé la précédente monnaie nationale, le franc français, le 1er janvier 1999 (entrée dans la zone euro) au taux de conversion fixé le 31 décembre 1998 à minuit à 1 euro = 6,559 57 francs. Les pièces en euro françaises ont cours légal dans la zone euro depuis le 1er janvier 2002.

## Pièces destinées à la circulation

### Face commune et spécifications techniques
Comme toutes les pièces en euro destinées à la circulation, les pièces françaises répondent aux spécifications techniques communes et présentent un revers commun utilisé par tous pays de la zone euro. Celui-ci indique la valeur de la pièce. La France utilise la deuxième version du revers depuis 2007.

### Faces nationales des pièces courantes

#### 1resérie(1999-2021)
Les faces nationales françaises ont été présentées le 21 avril 1997 par le ministre français de l'économie, Jean Arthuis. Elles ont été choisies parmi les 1240 projets présentés par 97 candidats lors d'un concours. Le jury, présidé par le ministre des affaires économiques et des finances, était composé d'experts en numismatique, de parlementaires, d'artistes, de représentants de secteurs professionnels, de l'ancienne commissaire européenne Christiane Scrivener et de l'actrice Irène Jacob.
Les huit pièces françaises présentent trois dessins différents :
- Pièces de 1, 2 et 5 centimes : L'effigie de Marianne, allégorie de la République française, portant le bonnet phrygien, tournée légèrement vers la gauche. À gauche, la mention du pays émetteur représenté par les initiales RF pour République française, au-dessus du millésime. Le tout est entouré des 12 étoiles du drapeau européen. La gravure est une création de Fabienne Courtiade.
- Pièces de 10, 20 et 50 centimes : La Semeuse d'Oscar Roty, reproduite de manière stylisée, portant un bonnet phrygien et semant devant un soleil levant. À gauche, le millésime. À droite, la mention du pays émetteur représenté par les initiales RF pour République française. Le tout est entouré des 12 étoiles du drapeau européen. Le fond représente le drapeau de la France de manière stylisée selon les conventions héraldiques : hachures horizontales pour le bleu, absence de hachures pour le blanc et les hachures verticales pour le rouge[5]. La gravure est une création de Laurent Jorio.
- Pièces de 1 et de 2 euros : Un arbre de la liberté stylisé, dans un hexagone, représentant la France, entouré par la devise de la France LIBERTÉ ÉGALITÉ FRATERNITÉ. Le tout est entouré des 12 étoiles du drapeau européen, sur l'anneau extérieur, sur un entrecroisement de lignes, entre lesquelles est indiqué le millésime en 2 parties. La gravure est une création de Joaquin Jimenez.

La description des faces nationales de la France et des 14 autres pays ayant adopté l'euro fiduciaire en 2002 a été publiée dans le Journal officiel de l'Union européenne, le 28 décembre 2001 et dans le Journal officiel de la République française no 1 du 1er janvier 2002 (Arrêté du 31 décembre 2001).
Le premier millésime indiqué sur les pièces est 1999, date de la création de l'euro, mais les pièces n'ont été mises en circulation qu'en 2002. Le début de la frappe a commencé en avril 1998 dans l'atelier de Pessac.
| 1 centime            | 2 centimes           | 5 centimes |
| -------------------- | -------------------- | --- |
|                      |                      | |
| Marianne.            |                      | |
| 10 centimes          | 20 centimes          | 50 centimes |
|                      |                      | |
| La Semeuse.          |                      | |
| 1 euro               | 2 euros              | Gravure sur la tranche (2 euros) |
|                      |                      | |
| Arbre de la liberté. | Arbre de la liberté. | 2 ★ ★, répété six fois, orienté alternativement de bas en haut et de haut en bas - Une des étoiles de la tranche (pas toujours la même) n'est pas complètement évidée et contient une plus petite étoile[réf. nécessaire]. |

#### 2esérie(2022-...)
À partir du 1er janvier 2022, et pour la première fois en France depuis son lancement en 2002, la France a commencé de changer les faces nationales des pièces en Euro circulantes,. Cette décision a été prise afin de marquer le 20e anniversaire de la mise en circulation des pièces et billets en euros et à l'occasion de la présidence française du Conseil de l'Union européenne pour 6 mois. Le visuel des pièces de 1 et 2 euros porte la devise de la France Liberté, Égalité, Fraternité, avec un chêne et un olivier stylisés, représentant la force et la paix. Les nouvelles pièces de 1 et 2 euros ont été introduites en 2022, les nouvelles pièces de 10, 20 et 50 centimes en 2024.
Les huit pièces françaises présentent trois dessins différents :
- Pièces de 1, 2 et 5 centimes : Le nouveau dessin pour les pièces de 1,2 et 5 centimes n'a pas encore été annoncé
- Pièces de 10, 20 et 50 centimes : En 2022 et 2023, les pièces de 10, 20 et 50 centimes montrent encore la Semeuse d'Oscar Roty, reproduite de manière stylisée. À gauche, le millésime. À droite, la mention du pays émetteur représenté par les initiales RF pour République française. Le tout est entouré des 12 étoiles du drapeau européen. Le fond représente le drapeau de la France selon les conventions héraldiques : hachures horizontales pour le bleu, absence de hachures pour le blanc et hachures verticales pour le rouge. À partir de 2024, la pièce de 10 centimes porte au centre un portrait de Simone Veil, la pièce de 20 centimes un portrait de Joséphine Baker et la pièce de 50 centimes un portrait de Marie Curie[11],[12].
- Pièces de 1 et de 2 euros : Un arbre dans un hexagone, représentant la France, garni de la devise de la France LIBERTÉ ÉGALITÉ FRATERNITÉ[13]. Le millésime est en bas à gauche. Le tout est entouré des 12 étoiles du drapeau européen. La gravure est une création de Joaquin Jimenez.

| 1 centime                  | 2 centimes                     | 5 centimes |
| -------------------------- | ------------------------------ | --- |
|                            |                                | |
| A confirmer                |                                | |
| 10 centimes                | 20 centimes                    | 50 centimes |
|                            |                                | |
| Simone Veil et la Semeuse. | Josephine Baker et la Semeuse. | Marie Curie et la Semeuse. |
| 1 euro                     | 2 euros                        | Gravure sur la tranche (2 euros) |
|                            |                                | |
| Pas de pièces              | Arbre                          | 2 ★ ★, répété six fois, orienté alternativement de bas en haut et de haut en bas - Une des étoiles de la tranche (pas toujours la même) n'est pas complètement évidée et contient une plus petite étoile. |

### Pièces commémoratives de2 euros
La France a émis sa première pièce commémorative de 2 € en 2007, à l'occasion du 50e anniversaire du traité de Rome, avec l'ensemble des pays de l'Union européenne utilisant l'euro. Elle a émis sa première pièce de 2 € commémorative de sa propre initiative en 2008, à l'occasion de sa présidence du Conseil de l'Union européenne.

#### De 2007 à 2009
| 2007                               | |                        |
| 50e anniversaire du traité de Rome | |                        |
|                                    | Tous les pays de la zone euro, dont la France, ont émis le 25 mars 2007 une pièce commémorative de 2 € pour célébrer le 50e anniversaire du traité de Rome. Le centre de la pièce représente le traité signé par les six États membres fondateurs devant un arrière-plan évoquant le dallage, dessiné par Michel-Ange, de la place du Capitole, à Rome, où le traité a été signé le 25 mars 1957. Le mot EUROPE figure au-dessus du livre. La légende TRAITÉ DE ROME et 50 ANS est inscrite au-dessus du dessin. Le millésime 2007 et le nom du pays émetteur RÉPUBLIQUE FRANÇAISE sont inscrits sous le dessin. L'anneau externe de la pièce comporte les douze étoiles du drapeau européen. |                        |
| Graveur :                          | \| Gravure sur la tranche : \| Date : \| Tirage : \| \| \| 25 mars 2007 \| 9,4 millions de pièces \| |                        |
| Gravure sur la tranche :           | Date : | Tirage :               |
|                                    | 25 mars 2007 | 9,4 millions de pièces |

| 2008                                                  | |                                         |
| Présidence française du Conseil de l'Union européenne | |                                         |
|                                                       | La légende 2008 PRÉSIDENCE FRANÇAISE UNION EUROPÉENNE et l'acronyme du pays émetteur RF (pour République française). L'anneau externe de la pièce comporte les douze étoiles du drapeau européen. Un tirage complémentaire pour les invités de l'Élysée a été réalisé ; en coffret BU et colorisé (jaune) par la Monnaie de Paris/Starck. |                                         |
| Graveur : Philippe Starck                             | \| Gravure sur la tranche : \| Date : \| Tirage : \| \| \| Juillet 2008 \| 20 millions de pièces + 5000 colorisées \| |                                         |
| Gravure sur la tranche :                              | Date : | Tirage :                                |
|                                                       | Juillet 2008 | 20 millions de pièces + 5000 colorisées |

| 2009                                                | |                       |
| 10e anniversaire de l'Union économique et monétaire | |                       |
|                                                     | Tous les pays de la zone euro ont émis le 1er janvier une pièce commémorative de 2 € pour célébrer le 10e anniversaire de l'Union économique et monétaire. Le centre de la pièce illustre une silhouette humaine stylisée dont le bras gauche est prolongé par le symbole de l'euro. Le nom du pays émetteur RÉPUBLIQUE FRANÇAISE apparaît dans la partie supérieure, tandis que l'indication 1999-2009 et l'acronyme UEM (pour Union économique et monétaire) apparaissent dans la partie inférieure. L'anneau externe de la pièce représente les douze étoiles du drapeau européen. |                       |
| Graveur : Geórgios Stamatópoulos                    | \| Gravure sur la tranche : \| Date : \| Tirage : \| \| \| 1er janvier 2009 \| 10 millions de pièces \| |                       |
| Gravure sur la tranche :                            | Date : | Tirage :              |
|                                                     | 1er janvier 2009 | 10 millions de pièces |

#### De 2010 à 2019
| 2010                                   | |                       |
| 70e anniversaire de l'appel du 18 Juin | |                       |
|                                        | Le buste du Général Charles de Gaulle, en uniforme, tête nue, lisant l'appel du 18 juin 1940, dans lequel est insérée l'indication du pays RF (pour République française), devant un micro caractéristique de l'époque. En haut le millésime 2010 et en dessous 70 ANS et APPEL 18 JUIN. L'anneau externe de la pièce comporte les douze étoiles du drapeau européen. |                       |
| Graveur :                              | \| Gravure sur la tranche : \| Date : \| Tirage : \| \| \| 18 juin 2010 \| 20 millions de pièces \| |                       |
| Gravure sur la tranche :               | Date : | Tirage :              |
|                                        | 18 juin 2010 | 20 millions de pièces |

| 2011                                      | |                       |
| 30e anniversaire de la Fête de la musique | |                       |
|                                           | La représentation stylisée d'une foule joyeuse, brandissant des instruments de musique. Des notes flottent dans l'air sous les mots Fête de la MUSIQUE, en deux lignes, et la date 21 JUIN 2011. En haut, descendant vers la droite, les mots 30e ANNIVERSAIRE et en bas l'indication du pays émetteur RF (pour République française). L'anneau externe de la pièce comporte les douze étoiles du drapeau européen. |                       |
| Graveur : Fabienne Courtiade              | \| Gravure sur la tranche : \| Date : \| Tirage : \| \| \| 21 juin 2011 \| 10 millions de pièces \| |                       |
| Gravure sur la tranche :                  | Date : | Tirage :              |
|                                           | 21 juin 2011 | 10 millions de pièces |

| 2012                                                                         | |                       |
| 10e anniversaire de la mise en circulation des billets et des pièces en euro | |                       |
|                                                                              | Le dessin au centre de la pièce symbolise la place acquise en dix ans par l'euro, qui est désormais un acteur mondial à part entière, et son importance dans la vie quotidienne, différents aspects étant décrits : les citoyens (représentés par une famille de quatre personnes), le commerce (le bateau), l'industrie (l'usine) et l'énergie (les éoliennes). Le nom du pays émetteur RÉPUBLIQUE FRANÇAISE est apposé en haut de la pièce. L'anneau externe de la pièce comporte les douze étoiles du drapeau européen. |                       |
| Graveur : Helmut Andexlinger                                                 | \| Gravure sur la tranche : \| Date : \| Tirage : \| \| \| 5 janvier 2012 \| 10 millions de pièces \| |                       |
| Gravure sur la tranche :                                                     | Date : | Tirage :              |
|                                                                              | 5 janvier 2012 | 10 millions de pièces |

| 2012                                                                        | |                     |
| 100e anniversaire de la naissance du prêtre Henri Grouès, dit l'abbé Pierre | |                     |
|                                                                             | L'effigie de l'abbé Pierre, portant un béret, avec, à sa droite le logo de sa fondation pour le logement des défavorisés, au-dessus du millésime 2012. Le tout est entouré de la légende Centenaire de la naissance de l'abbé Pierre. L'acronyme du pays émetteur RF (pour République française) est situé sur le côté gauche. L’anneau extérieur de la pièce comporte les douze étoiles du drapeau européen. |                     |
| Graveur : Yves Sampo                                                        | \| Gravure sur la tranche : \| Date : \| Tirage : \| \| \| Juillet 2012 \| 1 million de pièces \| |                     |
| Gravure sur la tranche :                                                    | Date : | Tirage :            |
|                                                                             | Juillet 2012 | 1 million de pièces |

| 2013                                   | |                       |
| 50e anniversaire du Traité de l'Élysée | |                       |
|                                        | Les effigies de Charles de Gaulle, président de la République française, et de Konrad Adenauer, chancelier allemand, entourant l'inscription bilingue 50 ANS JAHRE et le millésime 2013. En haut l'inscription en français TRAITÉ DE L'ÉLYSÉE et en bas l'inscription en allemand ÉLYSÉE-VERTRAG. Sous chaque effigie, la signature du dirigeant. Sous la signature du chancelier, la mention du pays émetteur RF (pour République française). L'anneau externe de la pièce comporte les douze étoiles du drapeau européen. Une pièce commémorative semblable est émise par l'Allemagne. |                       |
| Graveur : Stefanie Lindner Yves Sampo  | \| Gravure sur la tranche : \| Date : \| Tirage : \| \| \| 22 janvier 2013 \| 10 millions de pièces \| |                       |
| Gravure sur la tranche :               | Date : | Tirage :              |
|                                        | 22 janvier 2013 | 10 millions de pièces |

| 2013 | |                     |
| 150e anniversaire de la naissance du fondateur des Jeux olympiques de l'ère moderne Pierre de Coubertin | |                     |
| | L'effigie de Pierre de Coubertin devant les anneaux olympiques au sein desquels on distingue des silhouettes représentant des sports olympiques. Les initiales du pays émetteur RF (pour République française) et le millésime 2013 sont indiqués en bas à gauche. Le nom de Pierre de Coubertin est indiqué en haut, à gauche. L'anneau externe de la pièce comporte les douze étoiles du drapeau européen. |                     |
| Graveur : Yves Sampo                                                                                    | \| Gravure sur la tranche : \| Date : \| Tirage : \| \| \| Juin 2013 \| 1 million de pièces \| |                     |
| Gravure sur la tranche :                                                                                | Date : | Tirage :            |
| | Juin 2013 | 1 million de pièces |

| 2014                                          | |                      |
| 70e anniversaire du Débarquement de Normandie | |                      |
|                                               | Dans la partie supérieure, le mot D DAY dont le graphisme fait penser tant à une barge du Débarquement qu'au canon d'un char, au-dessus duquel, on trouve les dates 1944-2014. Sous le D, les initiales du pays émetteur RF (pour République française). La légende 70e ANNIVERSAIRE DU DÉBARQUEMENT traverse la pièce horizontalement. Sous la légende, des empreintes de bottes des armées américaine et britannique qui sont effacées par une vague. La phrase extraite de Chanson d'automne de Paul Verlaine, Les sanglots longs des violons de l'automne blessent mon cœur d'une langueur monotone est indiquée dans la vague. L'anneau externe de la pièce comporte les douze étoiles du drapeau européen. |                      |
| Graveur : Yves Sampo                          | \| Gravure sur la tranche : \| Date : \| Tirage : \| \| \| 6 juin 2014 \| 3 millions de pièces \| |                      |
| Gravure sur la tranche :                      | Date : | Tirage :             |
|                                               | 6 juin 2014 | 3 millions de pièces |

| 2014                                                | |                      |
| Journée mondiale de lutte contre le sida            | |                      |
|                                                     | Le ruban rouge symbolisant la lutte contre SIDA (colorisé sur les pièces en qualité Brillant universel et Belle Épreuve) entouré de deux autres rubans placés à l'envers et formant chacun un V pour victoire (sur la maladie). Sur le ruban de gauche, les mots JOURNÉE MONDIALE. Sur le ruban de droite, les mots CONTRE LE SIDA. En haut, la date de la Journée mondiale contre le SIDA, 1er DÉCEMBRE. En bas, les initiales du pays émetteur RF (pour République française) et le millésime 2014. L'anneau externe de la pièce comporte les douze étoiles du drapeau européen. |                      |
| Graveur : Atelier de Gravure de la Monnaie de Paris | \| Gravure sur la tranche : \| Date : \| Tirage : \| \| \| 24 novembre 2014 \| 3 millions de pièces \| |                      |
| Gravure sur la tranche :                            | Date : | Tirage :             |
|                                                     | 24 novembre 2014 | 3 millions de pièces |

| 2015                                                     | |                      |
| 70e anniversaire de la fin de la Seconde Guerre mondiale | |                      |
|                                                          | La représentation d'une colombe de la paix apportant un rameau d'olivier dont les feuilles ont été remplacées par les 12 étoiles du drapeau européen. Au-dessus d'elle sont placés, sur six lignes, les codes pays selon le code de rédaction institutionnel de l'Union européenne des 28 pays de l'Union européenne, séparés par un point : AT•BE•BG•CY•CZ•DE / DK•EE•EL•ES•FI•FR / HR•HU•IE•IT•LT / LU•LV•MT•NL / PL•PT•RO / SE•SI•SK / UK (dans l'ordre pour l'Autriche, la Belgique, la Bulgarie, Chypre, la République tchèque, l'Allemagne, le Danemark, l'Estonie, La Grèce, l'Espagne, la Finlande, la France, la Croatie, la Hongrie, l'Irlande, l'Italie, la Lituanie, le Luxembourg, la Lettonie, Malte, les Pays-Bas, la Pologne, le Portugal, la Roumanie, la Suède, la Slovénie, la Slovaquie et le Royaume-Uni). Le millésime 2015 est placé au-dessus de l'aile gauche. En bas, l'abréviation du pays émetteur RF (pour République française). L'anneau externe de la pièce comporte les douze étoiles du drapeau européen. |                      |
| Graveur : Joaquin Jimenez                                | \| Gravure sur la tranche : \| Date : \| Tirage : \| \| \| 2 février 2015 \| 4 millions de pièces \| |                      |
| Gravure sur la tranche :                                 | Date : | Tirage :             |
|                                                          | 2 février 2015 | 4 millions de pièces |

| 2015                                          | |                         |
| 225e anniversaire de la Fête de la Fédération | |                         |
|                                               | L'effigie stylisée et en gros plan de Marianne, allégorie de la République française, tournée vers la gauche et portant le bonnet phrygien sur lequel est placée une cocarde tricolore (colorisée dans ses versions Brillant universel et Belle Épreuve). À gauche sont placés verticalement quatre vers du poème de Paul Éluard Liberté, écrit en 1942 : Sur toutes les pages lues / Sur toutes les pages blanches / Pierre sang papier ou cendre / J'écris ton nom. Sous le menton de Marianne est repris, en lettres manuscrites, le titre du poème qui est également valeur de la démocratie : Liberté, au-dessus duquel est indiqué le millésime 2015. Sous la cocarde, l'abréviation du pays émetteur RF (pour République française). L'anneau externe de la pièce comporte les douze étoiles du drapeau européen. |                         |
| Graveur : Joaquin Jimenez                     | \| Gravure sur la tranche : \| Date : \| Tirage : \| \| \| 10 juillet 2015 \| 4,02 millions de pièces \| |                         |
| Gravure sur la tranche :                      | Date : | Tirage :                |
|                                               | 10 juillet 2015 | 4,02 millions de pièces |

| 2015                                                  | |                      |
| 30e anniversaire du drapeau européen, pièce française | |                      |
|                                                       | Le drapeau européen dessiné grossièrement, entouré par douze bonshommes stylisés. En haut à droite, le nom du pays émetteur RÉPUBLIQUE FRANÇAISE suivi des années 1985-2015. L'anneau externe de la pièce comporte les douze étoiles du drapeau européen. |                      |
| Graveur : Geórgios Stamatópoulos                      | \| Gravure sur la tranche : \| Date : \| Tirage : \| \| \| Octobre 2015 \| 4 millions de pièces \| |                      |
| Gravure sur la tranche :                              | Date : | Tirage :             |
|                                                       | Octobre 2015 | 4 millions de pièces |

| 2016                                                                            | |                       |
| Championnat d'Europe de football 2016 en France, du 10 juin au 10 juillet 2016, | |                       |
|                                                                                 | La carte de la France métropolitaine stylisée dans laquelle est placée la coupe Henri-Delaunay. Tout autour de la carte sont placés des éléments graphiques symbolisant la compétition : ballon, cœur, trait sinueux, demi-terrain, ballon en pointillé, rayures, arc de cercle, hexagone... En bas est placé un ballon dont le mouvement venant de gauche est indiqué par deux traits. En haut la légende UEFA EURO 2016 FRANCE (UEFA pour Union of European Football Associations, Union des associations européennes de football). À droite, l'indication du pays émetteur RF (pour République française). L'anneau externe de la pièce comporte les douze étoiles du drapeau européen. |                       |
| Graveur :                                                                       | \| Gravure sur la tranche : \| Date : \| Tirage : \| \| \| 8 février 2016 \| 10 millions de pièces \| |                       |
| Gravure sur la tranche :                                                        | Date : | Tirage :              |
|                                                                                 | 8 février 2016 | 10 millions de pièces |

| 2016                                                                                            | |                       |
| 100e anniversaire de la naissance du Président François Mitterrand, le 26 octobre 1916 à Jarnac | |                       |
|                                                                                                 | L'effigie de François Mitterrand en pleine réflexion, la main gauche portée à son menton. À droite, son emblème personnel représentant un arbre mi-chêne, mi-olivier. En haut, son nom FRANÇOIS MITTERRAND. À gauche, son année de naissance 1916 et le millésime 2016. En bas, la mention du pays émetteur RF (pour République française). L'anneau externe de la pièce comporte les douze étoiles du drapeau européen. |                       |
| Graveur :                                                                                       | \| Gravure sur la tranche : \| Date : \| Tirage : \| \| \| Octobre 2016 \| 10 millions de pièces \| |                       |
| Gravure sur la tranche :                                                                        | Date : | Tirage :              |
|                                                                                                 | Octobre 2016 | 10 millions de pièces |

| 2017                                                                                            | |                       |
| 100e anniversaire de la mort du sculpteur français Auguste Rodin, le 17 novembre 1917 à Meudon, | |                       |
|                                                                                                 | À gauche, une partie de la sculpture Le Penseur, vue de profil et dirigée vers la droite. À droite, l'effigie orientée vers la gauche d'Auguste Rodin. Dans la barbe de celui-ci, sa signature A.Rodin suivie des années 1917-2017. En haut, l'abréviation du pays émetteur RF (pour République française), comme sculptée dans la pièce. L'anneau externe de la pièce comporte les douze étoiles du drapeau européen. |                       |
| Graveur : Joaquin Jimenez                                                                       | \| Gravure sur la tranche : \| Date : \| Tirage : \| \| \| 21 février 2017 \| 10 millions de pièces \| |                       |
| Gravure sur la tranche :                                                                        | Date : | Tirage :              |
|                                                                                                 | 21 février 2017 | 10 millions de pièces |

| 2017                                                                          | |                       |
| 25e anniversaire du ruban rose, symbole de la lutte contre le cancer du sein, | |                       |
|                                                                               | Buste d'une femme nue dont le bras gauche cache la poitrine. Sur le sein gauche, la main tient un ruban rose, symbole de la lutte contre le cancer du sein. À droite, la légende 25e ANNIVERSAIRE DU RUBAN ROSE, en arc de cercle, ainsi que l'un au-dessus de l'autre les années 1992, 2017 et la mention du pays émetteur RF (pour République française). L'anneau externe de la pièce comporte les douze étoiles du drapeau européen. |                       |
| Graveur :                                                                     | \| Gravure sur la tranche : \| Date : \| Tirage : \| \| \| 25 septembre 2017 \| 10 millions de pièces \| |                       |
| Gravure sur la tranche :                                                      | Date : | Tirage :              |
|                                                                               | 25 septembre 2017 | 10 millions de pièces |

| 2018                      | |                       |
| Le Bleuet de France,      | |                       |
|                           | Représentation stylisée d'un bleuet (en couleur sur les pièces émises en qualité Brillant universel et Belle Épreuve). Le fond représente le drapeau français en utilisant les conventions héraldiques : hachures horizontales pour le bleu, absence de hachures pour le blanc et les hachures verticales pour le rouge. Autour du bleuet, la légende Le Bleuet de France, fleur de mémoire et de solidarité. En bas, les années 1918-2018 entourées de la mention abrégé du pays émetteur RF (pour République française). L'anneau externe de la pièce comporte les douze étoiles du drapeau européen. |                       |
| Graveur : Joaquin Jimenez | \| Gravure sur la tranche : \| Date : \| Tirage : \| \| \| 31 janvier 2018 \| 15 millions de pièces \| |                       |
| Gravure sur la tranche :  | Date : | Tirage :              |
|                           | 31 janvier 2018 | 15 millions de pièces |

| 2018 | |                       |
| Simone Veil, née Jacob, femme politique née le 13 juillet 1927 à Nice et morte le 30 juin 2017 à Paris, | |                       |
| | Effigie de Simone Veil de face, devant la représentation stylisée de l'hémicycle du Parlement européen. Sur son col, son numéro de déportation au camp d'Auschwitz 78651. À gauche du col, 1975, année de la loi française sur dépénalisation de l'avortement, qui porte son nom. Juste au-dessus, la mention abrégée du pays émetteur RF (pour République française). En haut, son nom SIMONE VEIL et ses années de naissance et de mort 1927-2017. À droite, le millésime 2018. L'anneau externe de la pièce comporte les douze étoiles du drapeau européen. |                       |
| Graveur :                                                                                               | \| Gravure sur la tranche : \| Date : \| Tirage : \| \| \| Mai-juin 2018 \| 15 millions de pièces \| |                       |
| Gravure sur la tranche :                                                                                | Date : | Tirage :              |
| | Mai-juin 2018 | 15 millions de pièces |

| 2019                                                                                  | |                       |
| 30e anniversaire de la chute du Mur de Berlin, dans la nuit du 9 au 10 novembre 1989, | |                       |
|                                                                                       | Le Mur de Berlin dont un pan s'est écroulé, laissant passer une foule en liesse et des colombes de la paix. Au fond, la Porte de Brandebourg. Sur le mur, à gauche, comme un tag, la légende 30 ANS DE LA CHUTE DU MUR DE BERLIN 30 JAHRE MAUERFALL. En bas, le millésime 2019 et l'abréviation du pays émetteur RF (pour République française). L'anneau externe de la pièce comporte les douze étoiles du drapeau européen. Le dessin est similaire à celui de la pièce émise par l'Allemagne. |                       |
| Graveur : Joaquin Jimenez                                                             | \| Gravure sur la tranche : \| Date : \| Tirage : \| \| \| janvier 2019 \| 10 millions de pièces \| |                       |
| Gravure sur la tranche :                                                              | Date : | Tirage :              |
|                                                                                       | janvier 2019 | 10 millions de pièces |

| 2019 | |                                  |
| 60e anniversaire de la création du personnage d'Astérix, le 29 octobre 1959, par René Goscinny et Albert Uderzo, | |                                  |
| | Effigie d'Astérix de profil, tournée vers la droite, portant un casque ailé. En bas, deux branches de laurier au-dessus desquelles est placée la légende LX ANS (60 ans) et le millésime en chiffres romains MMXIX. Entre les deux, en petit, le millésime en chiffres arabes 2019. En haut, le nom du héros ASTÉRIX et l'abréviation du pays émetteur RF (pour République française). L'anneau externe de la pièce comporte les douze étoiles du drapeau européen. |                                  |
| Graveur : Joaquin Jimenez                                                                                        | \| Gravure sur la tranche : \| Date : \| Tirage : \| \| \| 28 mai 2019 \| 310 000 pièces (seulement en BU) \| |                                  |
| Gravure sur la tranche :                                                                                         | Date : | Tirage :                         |
| | 28 mai 2019 | 310 000 pièces (seulement en BU) |

#### Depuis 2020
| 2020 | |
| 50e anniversaire de la mort de Charles de Gaulle, le 9 novembre 1970 à Colombey les Deux Églises, 130e anniversaire de sa naissance, le 22 novembre 1890 à Lille, et 80e anniversaire de l'Appel du 18 Juin, | |
| | Deux effigies de Charles de Gaulle. À l'avant plan, l'effigie du président lors de son deuxième septennat. À l'arrière plan, l'effigie du général des armées lors de l'appel du 18 juin 1940. Cachant une partie de son visage âgé, une croix de Lorraine sur laquelle est superposée la mention du pays émetteur RF (pour République française). À droite, son nom Charles de Gaulle. Dans la croix de Lorraine, les années de naissance 1890 et de mort 1970 de Charles de Gaulle, ainsi que le millésime 2020. L'anneau externe de la pièce comporte les douze étoiles du drapeau européen. |
| Graveur : | \| Gravure sur la tranche : \| Date : \| \| \| 31 janvier 2020 \| |
| Gravure sur la tranche : | Date : |
| | 31 janvier 2020 |

| 2020                      | |                               |
| La recherche médicale,    | |                               |
|                           | Visage féminin dans un cercle face à des fragments d'ADN également dans un cercle. Les deux cercles se rejoignent pour montrer l'union entre l'humain et l'infiniment petit. Dans les cheveux du visage, le mot UNION. Sous son menton, le millésime 2020. En haut, la mention abrégée du pays émetteur RF (pour République française). L'anneau externe de la pièce comporte les douze étoiles du drapeau européen. Originellement, une pièce de 2 € devait commémorer les Jeux olympiques de Paris de 2024. En raison de la crise sanitaire liée à la pandémie de Covid-19, la Monnaie de Paris a décidé de la remplacer par une pièce célébrant les chercheurs. |                               |
| Graveur : Joaquin Jimenez | \| Gravure sur la tranche : \| Date : \| Tirage : \| \| \| octobre 2020 \| 310 000 pièces (seulement BU) \| |                               |
| Gravure sur la tranche :  | Date : | Tirage :                      |
|                           | octobre 2020 | 310 000 pièces (seulement BU) |

| 2021 | |                  |
| 75e anniversaire de la création du Fonds des Nations unies pour l'enfance (Unicef), le 11 décembre 1946 | |                  |
| | Représentation du globe terrestre sous forme d'un puzzle, entouré de deux mains, l'une tenant une pièce du puzzle. Les excroissances et creux des pièces sont également en forme de mains. En haut, en arc de cercle, le nom UNICEF, suivi de POUR CHAQUE ENFANT, devise de l’organisation. Sous le nom UNICEF sont inscrites les années 1946 - 2021, respectivement année de création de l'UNICEF et année d'émission de la pièce. Sous les deux mains entourant le globe, la mention 75 ANS et l’acronyme RF du pays émetteur. Deux rameaux d'olivier rappelant ceux du logo de l'UNICEF, entourent l’ensemble, celui de droite étant partiellement masqué. L’anneau extérieur de la pièce comporte les douze étoiles du drapeau européen. Pour tout achat de cette pièce en version BU ou BE, la Monnaie de Paris s'est engagée à reverser 2 € à l'UNICEF. |                  |
| Graveur : Joaquin Jimenez                                                                               | \| Gravure sur la tranche : \| Date : \| Tirage : \| \| \| Mars 2021 \| 7 500 000 pièces \| |                  |
| Gravure sur la tranche :                                                                                | Date : | Tirage :         |
| | Mars 2021 | 7 500 000 pièces |

| 2021                                                                                    | |                               |
| Jeux olympiques d'été de 2024, qui se dérouleront à Paris du 26 juillet au 11 août 2024 | |                               |
|                                                                                         | Cette pièce est la première d'une série de quatre pièces consacrées aux Jeux olympiques de 2024 Au premier plan, Marianne, figure symbolique de la République française, représentée en coureuse. Au second plan, une représentation de la Tour Eiffel, monument emblématique parisien. À l’arrière-plan, une représentation stylisée d'une piste d’athlétisme dans laquelle est inséré le logo de Paris 2024 sur le côté gauche. En bas, la mention du pays émetteur RF (pour République française) et l'année d'émission 2021. |                               |
| Graveur : Joaquin Jimenez                                                               | \| Gravure sur la tranche : \| Date : \| Tirage : \| \| \| Octobre 2021 \| 510 000 pièces (seulement BU) \| |                               |
| Gravure sur la tranche :                                                                | Date : | Tirage :                      |
|                                                                                         | Octobre 2021 | 510 000 pièces (seulement BU) |

| 2022 | |                      |
| 90e anniversaire de la naissance du président de la République Jacques Chirac, le 29 novembre 1932 à Paris | |                      |
| | Effigie de Jacques Chirac regardant vers la droite superposée au signe € et au drapeau français représenté en couleurs héraldiques. Dans la partie inférieure du signe €, le nom du président JACQUES CHIRAC et ses années de naissance et de mort 1932 et 2019. À droite, en oblique, la mention du pays émetteur RF. L'anneau extérieur de la pièce comporte les douze étoiles du drapeau européen. |                      |
| Graveur : Joaquin Jimenez                                                                                  | \| Gravure sur la tranche : \| Date : \| Tirage : \| \| \| 25 janvier 2022 \| 9 millions de pièces \| |                      |
| Gravure sur la tranche :                                                                                   | Date : | Tirage :             |
| | 25 janvier 2022 | 9 millions de pièces |

| 2022                          | |                        |
| Jeux olympiques d'été de 2024 | |                        |
|                               | Cette pièce est la deuxième d'une série de quatre pièces consacrées aux Jeux olympiques de Paris en 2024. |                        |
| Graveur : Joaquin Jimenez     | \| Gravure sur la tranche : \| Date : \| Tirage : \| \| \| 6 septembre 2022 \| 260 000 (seulement BU) \|  |                        |
| Gravure sur la tranche :      | Date : | Tirage :               |
|                               | 6 septembre 2022                                                                                          | 260 000 (seulement BU) |

| 2022                                                | |
| 35e anniversaire du programme Erasmus, créé en 1987 | |
|                                                     | Tous les pays de l'Union européenne utilisant l'euro émettent une pièce de 2 euros commémorative pour le 35e anniversaire du programme Erasmus. Le philosophe, humaniste et théologien néerlandais Érasme écrivant, d'après le tableau Desiderius Erasmus de Hans Holbein le Jeune, entouré d'une série de lien formant des étoiles et le nombre 35. Sur son flanc, les années 1987-2022 et les mots ERASMUS PROGRAMME. Devant sa poitrine, la mention du pays émetteur RF. L'anneau externe de la pièce comporte les douze étoiles du drapeau européen. |
| Graveur : Joaquin Jimenez                           | \| Gravure sur la tranche : \| Tirage : \| \| \| 3,5 millions de pièces \| |
| Gravure sur la tranche :                            | Tirage : |
|                                                     | 3,5 millions de pièces |

| 2023                          | |                        |
| Jeux olympiques d'été de 2024 | |                        |
|                               | Cette pièce est la troisième d'une série de quatre pièces consacrées aux Jeux olympiques de Paris en 2024. |                        |
| Graveur :                     | \| Gravure sur la tranche : \| Date : \| Tirage : \| \| \| janvier 2023 \| 260 000 (seulement BU) \|       |                        |
| Gravure sur la tranche :      | Date : | Tirage :               |
|                               | janvier 2023                                                                                               | 260 000 (seulement BU) |

| 2023                                | |
| Coupe du monde de rugby France 2023 | |
|                                     | Le dessin représente un joueur de rugby stylisé effectuant une passe. En arrière-plan, le terrain de rugby est un globe sur lequel sont positionnés les poteaux. L’ensemble fait partie d’une galaxie imaginaire du rugby, où les autres planètes sont ovales. L’emblème de la compétition apparaît à côté du joueur, tandis que le nom de la compétition entoure le dessin. L’indication du pays d’émission «RF», la marque d’atelier et la marque du maître figurent sous le dessin, du côté droit. Le nom de la compétition, le pays d’émission «FRANCE» et l’année «2023» sont inscrits du côté gauche. Le nom de la compétition entourant le dessin, de même que l’inscription «RF» apparaissent dans la police officielle de l’évènement, à savoir Mobius. |
| Graveur :                           | \| Date : \| Tirage : \| \| juin 2023 \| 15 000 000 \| |
| Date :                              | Tirage : |
| juin 2023                           | 15 000 000 |

| 2024                     | |                               |
| Jeux olympiques de 2024  | |                               |
|                          | Cette pièce est la dernière d'une série de quatre pièces consacrées aux Jeux Olympiques de Paris en 2024. Elle associe comme symboles Hercule et la lutte comme sport antique, contre la chimère du Stryge avec en fond la cathédrale Notre-Dame comme monument emblématique de Paris. |                               |
| Graveur :                | \| Gravure sur la tranche : \| Date : \| Tirage : \| \| \| janvier 2024 \| 260 000 pièces (seulement BU) \| |                               |
| Gravure sur la tranche : | Date : | Tirage :                      |
|                          | janvier 2024 | 260 000 pièces (seulement BU) |

| 2024                     | |                   |
| Jeux olympiques de 2024  | |                   |
|                          | Cette pièce représente la Tour Eiffel, la basilique Notre-Dame-de-la-Garde et une fleur de Tiaré de Tahiti |                   |
| Graveur :                | \| Gravure sur la tranche : \| Date : \| Tirage : \| \| \| mai 2024 \| 24 000 000 pièces \|                |                   |
| Gravure sur la tranche : | Date : | Tirage :          |
|                          | mai 2024                                                                                                   | 24 000 000 pièces |

| 2025                     |                                                                                      |                |
| Musée du Louvre          |                                                                                      |                |
|                          | Cette pièce représente le musée du Louvre ainsi que sa pyramide.                     |                |
| Graveur :                | \| Gravure sur la tranche : \| Date : \| Tirage : \| \| \| 2025 \| (seulement BU) \| |                |
| Gravure sur la tranche : | Date :                                                                               | Tirage :       |
|                          | 2025                                                                                 | (seulement BU) |

### Série de pièces commémoratives

#### Jeux olympiques de Paris 2024 (2021-2024)
Cette série de quatre pièces de 2€ commémoratives n'a été frappée qu'en BU et BE, et n'existe donc pas en circulation.
| Année           | Représentation | Tirage                               |
| --------------- | --- | ------------------------------------ |
| 2021            | Marianne disputant une épreuve de course à pied à Paris devant la tour Eiffel.                                                              | 510 000 pièces (BU et BE uniquement) |
| 2022            | Le Génie de la Liberté disputant l'épreuve de lancer du disque à Paris devant l'Arc de triomphe.                                            | 260 000 pièces (BU et BE uniquement) |
| 2023            | La Semeuse disputant l'épreuve de pugilat à Paris devant le Pont Neuf.                                                                      | 260 000 pièces (BU et BE uniquement) |
| 2024            | Hercule disputant une épreuve de lutte contre la chimère du Stryge à Paris devant Notre-Dame de Paris.                                      | 260 000 pièces (BU et BE uniquement) |
| Hors série 2024 | Pièce non comptabilisée dans la série. Elle représente la tour Eiffel, la basilique Notre-Dame-de-la-Garde et une fleur de Tiaré de Tahiti. | 24 000 000 pièces                    |

#### Pièces communes
| Année | Pays                | Nom                                           | Représentation                                                              | Tirage                                                               |
| ----- | ------------------- | --------------------------------------------- | --------------------------------------------------------------------------- | -------------------------------------------------------------------- |
| 2013  | France et Allemagne | 50e anniversaire du Traité de l'Élysée        | Charles de Gaulle et Konrad Adenauer entourant "50 ANS JAHRE 2013"          | 30 millions de pièces allemandes et 10 millions de pièces françaises |
| 2019  | France et Allemagne | 30e anniversaire de la Chute du Mur de Berlin | Un pan du Mur de Berlin écroulé avec une foule de personnes et des colombes | 30 millions de pièces allemandes et 10 millions de pièces françaises |

### Tirage des pièces de circulation courante
Les pièces qui n'ont pas été produites pour la circulation peuvent néanmoins toutes se trouver dans les kits et sets annuels pour collectionneurs édités par la Monnaie de Paris (sets BU et coffrets BE). L'absence de production de certaines coupures, et tout particulièrement de la pièce de 1 euro, pendant de longues périodes est due à une surproduction les premières années.
|      | 1 ct | 2 ct | 5 ct | 10 ct | 20 ct | 50 ct | 1 € | 2 € |
| 1999 | oui  | oui  | oui  | oui   | oui   | oui   | oui | oui |
| 2000 | oui  | oui  | oui  | oui   | oui   | oui   | oui | oui |
| 2001 | oui  | oui  | oui  | oui   | oui   | oui   | oui | oui |
| 2002 | oui  | non  | oui  | oui   | oui   | oui   | oui | oui |
| 2003 | oui  | oui  | oui  | oui   | non   | non   | non | non |
| 2004 | oui  | oui  | oui  | oui   | non   | non   | non | non |
| 2005 | oui  | oui  | oui  | oui   | non   | non   | non | non |
| 2006 | oui  | oui  | oui  | oui   | non   | non   | non | non |
| 2007 | oui  | oui  | oui  | oui   | oui   | non   | non | non |
| 2008 | oui  | oui  | oui  | oui   | oui   | non   | non | non |
| 2009 | oui  | oui  | oui  | oui   | oui   | non   | non | non |
| 2010 | oui  | oui  | oui  | oui   | oui   | non   | non | non |
| 2011 | oui  | oui  | oui  | oui   | oui   | non   | non | oui |
| 2012 | oui  | oui  | oui  | oui   | non   | non   | non | oui |
| 2013 | oui  | oui  | oui  | oui   | oui   | non   | non | oui |
| 2014 | oui  | oui  | oui  | oui   | oui   | non   | non | oui |
| 2015 | oui  | oui  | oui  | oui   | oui   | non   | non | oui |
| 2016 | oui  | oui  | oui  | oui   | non   | non   | non | oui |
| 2017 | oui  | oui  | oui  | oui   | oui   | non   | non | oui |
| 2018 | oui  | oui  | oui  | oui   | oui   | oui   | non | oui |
| 2019 | oui  | oui  | oui  | oui   | oui   | oui   | non | oui |
| 2020 | oui  | oui  | oui  | oui   | oui   | oui   | non | oui |
| 2021 | oui  | oui  | oui  | oui   | oui   | oui   | non | oui |
| 2022 | oui  | oui  | oui  | oui   | oui   | oui   | non | oui |
| 2023 | oui  | oui  | oui  | oui   | oui   | oui   | non | oui |

## Pièces de collection
La France émet également des pièces de collection, qui ont valeur légale (et peuvent donc être utilisées chez les commerçants) uniquement en France.